# Chilly-Mazarin
Chilly-Mazarin település Franciaországban, Essonne megyében. Lakosainak száma 19 981 fő (2022. január 1.). Chilly-Mazarin Wissous, Champlan, Longjumeau, Massy és Morangis községekkel határos.

## Népesség
A település népességének változása:
| Lakosok száma | 19 502 | 20 258 | 20 311 | 20 181 | 19 858 | 19 822 | 19 943 | 19 938 | 19 981 |
|               | 2013   | 2015   | 2016   | 2017   | 2018   | 2019   | 2020   | 2021   | 2022   |